# Harvey Matusow
Harvey Marshall Matusow (* 3. Oktober 1926 in New York City; † 17. Januar 2002 in Claremont (New Hampshire)), auch bekannt als Job Matusow, war ein US-amerikanischer antikommunistischer Spitzel und Denunziant der McCarthy-Ära. Diese Tätigkeit überschattet sein übriges, äußerst ereignisreiches Leben als Künstler, Filmschaffender, Veranstalter, Comedian, Journalist, Autor, Clown, Aktivist, Sozialarbeiter und etliches mehr.

## Biografie
Geboren und aufgewachsen in der Bronx, brach Matusow die Highschool ab und ging zum Militär. Nach seiner Rückkehr aus dem Zweiten Weltkrieg lebte er in der Künstlerszene des Greenwich Village, wo er Jobs unter anderem beim Fernsehen und Theater hatte. 1947 wurde er Mitglied der Kommunistischen Partei der USA.

### Antikommunistische Tätigkeit
1950 begann Matusow, für das FBI als bezahlter Spitzel und Denunziant zu arbeiten. Er lieferte Informationen, die er durch seine Mitgliedschaft in der Kommunistischen Partei erhielt. Er wurde Mitarbeiter von Joseph McCarthy, dessen antikommunistische Kampagne er mit zahlreichen Zeugenaussagen unterstützte. Er sagte vor etlichen antikommunistischen Gremien aus, wie dem Komitee für unamerikanische Umtriebe (House Un-American Activities Committee, HUAC), und trat als Zeuge vor Gericht auf.
Bei seinen Aussagen hielt sich Matusow oft nicht an die Wahrheit und bezichtigte zahlreiche Unschuldige. So berichtete er, dass in der Sonntagsredaktion der New York Times 126 Kommunisten arbeiteten, obwohl dort nur 100 Mitarbeiter tätig waren. In New York sollten 500 Kommunisten als Lehrer arbeiten. Weiterhin berichtete er von kommunistischen Umtrieben unter anderem bei den Pfadfindern – sowohl bei den Mädchen als auch bei den Jungen –, beim Außenministerium, beim Medienkonzern CBS und bei den Vereinten Nationen. Der Folkmusiker Pete Seeger musste aufgrund der Aussagen Matusows vor dem HUAC erscheinen und wurde lange Zeit von den US-Medien boykottiert.
1955 veröffentlichte Matusow das Buch False Witness („Falsche Aussage“), in dem er seine Lügen offenbarte. Er schrieb, dass McCarthy und dessen Chefberater Roy Cohn ihn zu den Falschaussagen ermuntert hätten. Wegen dieser Anschuldigungen wurde er zu fünf Jahren Gefängnis verurteilt, von denen er 44 Monate absaß. Die Medien nannten ihn den „meist-gehassten Mann in Amerika“ (most hated man in America).
Nach seiner Entlassung 1960 nahm Matusow sein Leben in der Künstlerszene New Yorks wieder auf. 1965 veröffentlichte er The Art Collector’s Almanac. Er machte Bekanntschaft mit den populären Drogen der Zeit, vor allem LSD. Allerdings wurde ihm immer wieder seine Zeit als Spitzel vorgeworfen, so dass er schließlich beschloss, nach Europa zu gehen.

### Freiwilliges Exil in England
Im Mai 1966 kam Matusow in England an. Im gleichen Jahr wurde er Mitbegründer der „London Film-Makers’ Co-op“ (LFMC), organisierte Underground-Filmfestivals und half bei der Gründung der Underground-Zeitschrift International Times. Mit Annea Lockwood gab er Musik- und Theatervorstellungen in der ganzen Welt. Er machte Filme, organisierte Happenings, arbeitete für Fernsehen und Radio auf, schrieb und betrieb einen Jazzclub.
Matusow gründete die „International Society for the Abolition of Data Processing Machines“, die sich gegen die Übernahme der Welt durch die Computer zur Wehr setzte. 1968 erschien sein Buch The Beast of Business: A Record of Computer Atrocities, das die Grundlagen des Kampfes gegen die Computer beschrieb.
1969 erschien das psychedelische Musikalbum War between Fats and Thins von Harvey Matusow’s Jews Harp Band.
1972 organisierte Matusow den International Carnival of Experimental Sound (ICES 72), eines der größten Festivals für Avantgarde-Musik. Danach kehrte er nach Amerika zurück.

### Zurück in Amerika
Nach einer kurzen Zeit in New York lebte Matusow in einer New-Age-Kommune in Massachusetts. Zeitweise reiste er durch die Staaten. Er gründete das „Magic Mouse Theatre“ und trat als Clown Cockyboo auf. Er setzte sich für Obdachlose und Benachteiligte ein.
Harvey Job Matusow starb Anfang 2002 im Alter von 75 Jahren an den Folgen eines Autounfalls.

## Werke

### Bücher
- 1955: False Witness
- 1965: The Art Collector’s Almanac
- 1968: The Beast of Business
- 1997: The Stringless Yo Yo – Autobiografie (unvollendet)

### Musik
- 1969: War between Fats and Thins – Harvey Matusow’s Jews Harp Band